# Moyobamba
Moyobamba é uma cidade do Peru, capital do departamento de San Martín e da província de Moyobamba. Em 2007, tinha cerca de 42.690 habitantes.